# Glasnost (notni zapis)
Glasnost ali dinamiko v glasbenem (notnem) zapisu označujemo s posameznimi črkami, postopne spremembe glasnosti pa z italijanskimi izrazi.

## Osnovne oznake glasbene dinamike
- pppp
- ppp - tiho kolikor je mogoče (pianissimo posibile)
- pp - zelo tiho (pianissimo)
- p - tiho (piano)
- mp - srednje tiho (mezzo piano)
- mf - srednje glasno (mezzo forte)
- f - glasno (forte)
- ff - zelo glasno (fortissimo)
- fff - glasno kolikor je mogoče (fortissimo posibile)
- ffff

Nekateri skladatelji pišejo tudi oznake, kot so fffffffff ali pppppppp, vendar take oznake nimajo besednih oznak. Črka m nikoli ne stoji sama, ampak je vedno postavljena pred f ali p.

## Oznake za hipne spremembe glasnosti
- sf, sff, sffz, fz - poudarjeno, akcentirano (sforzato)
- fp - glasno in takoj nato tiho (forte piano)
- subito p - takoj tiho
- sf-nenadoma glasno (subito forte)
- sfp- nenadoma glasen in tih (subito forte piano)
- sfz-močan nenaden naglas (sforzando)

## Oznake za postopne spremembe dinamike (glasnosti)
- crescendo - vedno glasneje
- decrescedno - vedno tišje
- diminuendo - pojemajoče, vedno tišje